# Łukasz Perłowski
Łukasz Perłowski (ur. 3 kwietnia 1984 w Strzyżowie) – polski siatkarz, reprezentant Polski. 

## Kariera sportowa
Wychowanek Wisłoka Strzyżów. Otrzymał powołanie do kadry na Ligę Światową 2007. W turnieju jednak nie zagrał z powodu kontuzji, w 2009 roku sytuacja się powtórzyła, kontuzja w końcówce sezonu klubowego wykluczyła go z reprezentacji. W 2014 roku powołany do reprezentacji przez Stéphane'a Antigę.

## Sukcesy klubowe
Mistrzostwo Polski:
- 2012, 2013, 2015
- 2009, 2014, 2016
- 2010, 2011

Puchar CEV:
- 2012

Superpuchar Polski:
- 2013

Ligi Mistrzów:
- 2015